# Nel'ša
La Nel'ša (in russo Нельша?) è un fiume della Russia europea, affluente di sinistra della Neja nel bacino dell'Alto Volga. Scorre nel rajon Nejskij dell'oblast' di Kostroma.
Il fiume scorre prevalentemente verso sud e sud-ovest; sfocia nella Neja a 83 km dalla foce, nella città di Neja. Ha una lunghezza di 114 km, l'area del suo bacino è di 1980 km². 